# Coleosoma acutiventer
Coleosoma acutiventer là một loài nhện trong họ Theridiidae.
Loài này thuộc chi Coleosoma. Coleosoma acutiventer được Eugen von Keyserling miêu tả năm 1884.